# シンガポールの軍事

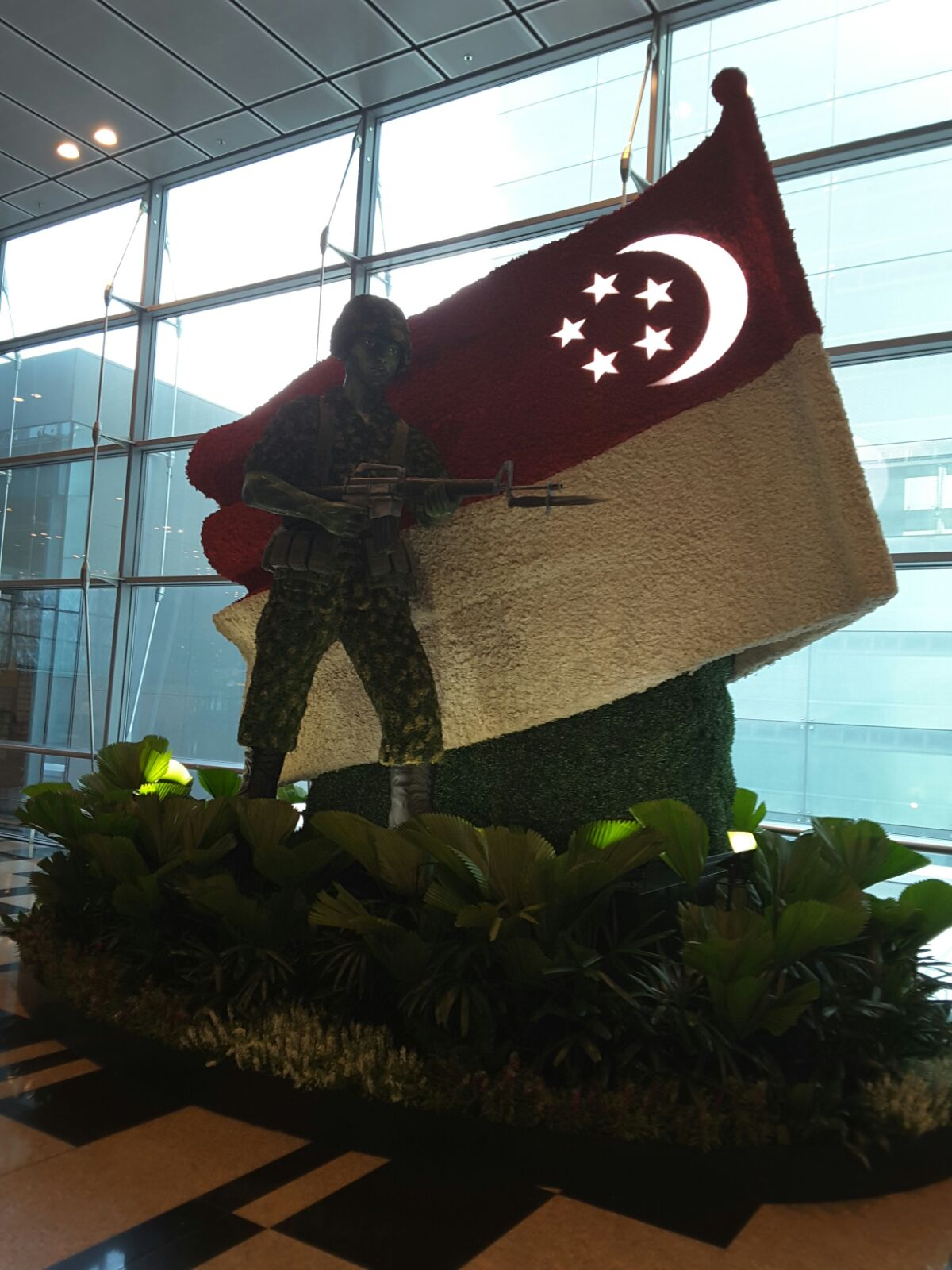
シンガポール軍兵士の像

シンガポールの軍事（シンガポールのぐんじ）では、シンガポール共和国の国防政策・軍事機構などについて述べる。

## 概説

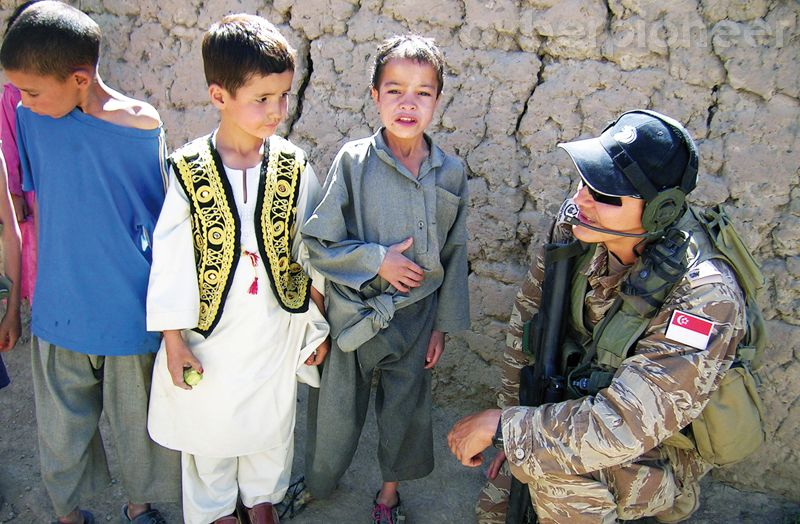
アフガニスタンで活動するシンガポール軍の兵士

シンガポールは、マラッカ海峡を臨む地政学的に重要な位置にあることや、経済力が強く、小規模ながら近代的な軍隊を所有している。シンガポールは小さな島国のため、その繁栄は東南アジアにおける金融や貿易・ビジネスの拠点であることに依拠し、近隣アジア諸国や欧米などとの幅広い協力関係づくりを安全保障の基礎としている。
1965年の独立後に伴い、シンガポール軍が創設された。イギリス軍も駐留していたが、イギリス軍主力は1971年12月に撤退した。人員については2万人の職業軍人のほか、2年間の徴兵制を実施し必要兵力を満たしている。徴募兵の数は5万5千人に達し、兵役終了後も10年間の予備役につく。この予備役人員数も約31万人に達している。
徴兵は17歳の時に行われ、進学の場合を除き延期は認められていない。ただし、シンガポールの徴兵はナショナル・サービスとして、軍以外の公共機関にも配属されるものである。予備役兵は普段は民間人であるものの、年間最大で40日間召集され、訓練および任務を実施する。

## 安全保障
シンガポールは1965年に独立し、1971年にイギリス・オーストラリア・ニュージーランド・マレーシアと5か国防衛取極を締結した。1968年1月にイギリスがスエズ以東からの撤退を決定したのに伴い、マレー半島における安全保障を維持するために取極が締結された。これにより、有事の際にはとるべき措置を決定するために直ちに協議することが義務付けられている。シンガポールは基地の提供などを行っている。
シンガポール軍は隣国インドネシア・マレーシアを始めとするASEAN諸国およびアメリカ・イギリス・オーストラリア・ニュージーランド・台湾・インドで共同訓練を実施している。アメリカ軍は、1990年に締結された覚書に基づき、Paya Lebar空軍基地とSembawang桟橋の利用権を持っている。1999年にこれは一部改定され、2001年より稼動するチャンギ海軍基地も含まれるようになった。そして、台湾は国内の軍事施設を常時シンガポール軍に貸している。また、中国とは2009年・2010年・2014年・2015年に共同軍事演習を行っている。
2017年5月15日には、シンガポール海軍創立50周年を記念し、44カ国の軍艦46隻による観艦式を挙行。日本の海上自衛隊からは護衛艦「いずも」「さざなみ」が参加した。

## 軍事機構
シンガポール軍（Singapore Armed Forces, SAF）は、陸海空、デジタル・インテリジェンス・サービスの四軍からなる。
- 陸軍（3個師団基幹 第3・第6・第9師団）
- 海軍（8個戦隊および海軍基地2ヶ所）
- 空軍（17個飛行隊および空軍基地4ヶ所）
- デジタル・インテリジェンス・サービス

## 新兵の訓練
新兵は、3ヶ月の基礎訓練を受けることとなっている。そこにおいては射撃訓練のほか、野外工作・ジャングルでのサバイバル・カモフラージュの教育が行われる。一部の兵は、その後、士官教育またはスペシャリスト教育を受ける。士官候補生コースは9ヶ月、スペシャリスト教育コースは21週間ある。残りの大部分の兵は、様々な部隊に配属される。

## テロ対策
シンガポールは、対テロ戦争のような非従来型の戦争に対する準備も整えている。軍の特殊部隊のほか、警察はSWATに相当する特殊部隊のほかグルカ兵部隊を有する。

## 情報能力
シンガポール軍の情報能力は秘密にされており、それらの詳細は不明である。しかし、シギントや画像情報の収集には高い能力を示すと思われる。空軍においては、各種センサーを搭載したイスラエル製のUAVを運用している。

## 実戦経験
シンガポール国内で発生したいくつかのテロ事件の収拾に従事した。
- シンガポール事件（ラジュー号事件）
- シンガポール航空117便ハイジャック事件